# Mysterium cosmographicum

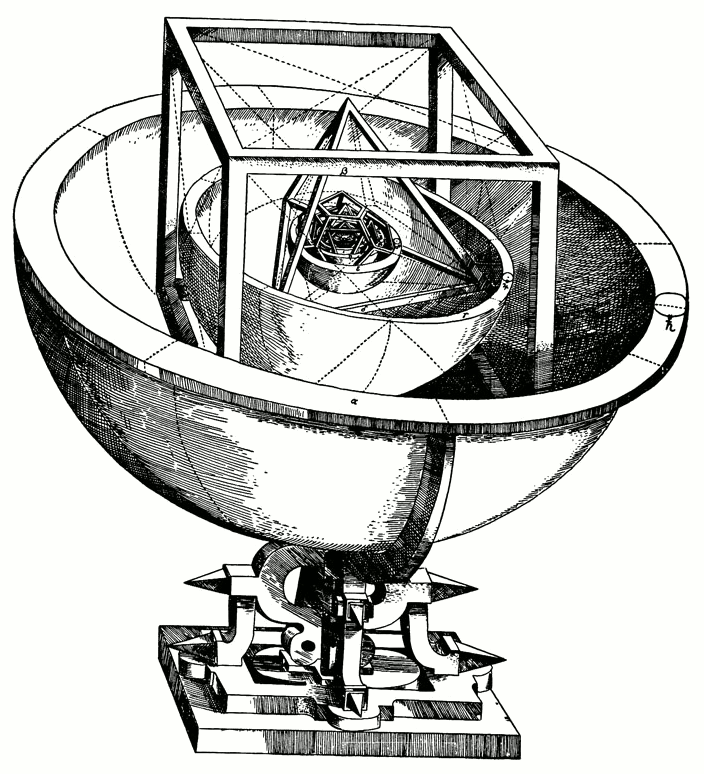
Keplers model van het zonnestelsel uit Mysterium cosmographicum (1596)

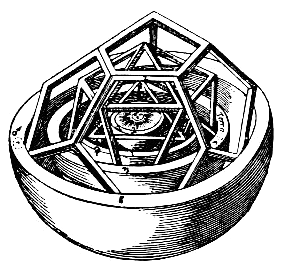
Platoonse regelmatige lichamen uit Mysterium cosmographicum

Mysterium cosmograficum is het eerste boek van Johannes Kepler, verschenen in 1596 in Tübingen. Hij behandelt daarin de bouw van de kosmos, zoals hij die zich voorstelde.
Dit boek is belangrijk, omdat dit het eerste boek is na Copernicus' "De Revolutionibus", dat de zon in het midden van de "kosmos" plaatst. Kepler is de eerste die in een wetenschappelijk werk het idee van Copernicus als basis voor een these neemt. Hij stuurt het boek onder andere aan Tycho Brahe en komt zo met deze in contact.

## Voorgeschiedenis
In 1594 werd Johannes Kepler wiskundeleraar aan de protestantse hogeschool in Graz. 19 juli 1595 behandelde Kepler in een wiskundeles een gecompliceerde meetkundige figuur die bestond uit een cirkel met zo genaamde roterende ingeschreven gelijkzijdige driehoeken. Hij besprak aan de hand van deze figuur conjuncties van de planeten. Hij ziet dat de verhouding tussen twee cirkels dezelfde is als die tussen de omloopbanen van Saturnus en Jupiter. Ineens, zo bericht hijzelf in zijn Mysterium cosmograficum, komt de gedachte bij hem op dat alle verhoudingen van de omloopbanen van de planeten uit te drukken moeten zijn in meetkundige figuren. Hij gaat zoeken of er verhoudingen tussen ingeschreven en omgeschreven gelijkzijdige driehoeken te vinden zijn die overeenkomen met de verhoudingen van de omloopbanen van de planeten zoals die bij Copernicus te vinden zijn. Dat lukt niet: ineens bedenkt hij: het gaat toch over ruimtelijke processen, ik moet dus niet in het platte vlak zoeken bij regelmatige veelhoeken maar driedimensionaal bij regelmatige veelvlakken, de platoonse veelvlakken.

## Driedimensionaal
Kepler komt op het idee van de gelijkmatige veelhoeken. Hij zegt dat "de sferen" door de vijf gelijke regelmatige veelvlakken - de zogenaamde Platoonse regelmatige lichamen - omgrensd worden. De verhoudingen van die vijf regelmatige veelvlakken scheiden de banen van de zes planeten. Volgens het copernicaanse model waren er zes planeten. De officiële voorstelling op de protestantse Universiteit van Tübingen, waar hij gestudeerd had, was het systeem van Ptolemaeus met de aarde in het midden en zeven planeten daar omheen (vijf planeten plus de zon en de maan).

## Wiskunde als Gods denken
Hij redeneert: "Van deze veelvlakken zijn er precies vijf en vijf zijn er nodig om de vijf planeten uit elkaar te houden. Zo werkt Gods denken!". (Zie: Timaeus van Plato, wiskunde is Gods denken. Kepler is in deze tijd nog een aanhanger van Plato.) 
Hij werkt zijn gedachte als volgt uit:
- Om de aarde heen een dodecaëder (twaalfvlak); de sfeer daaromheen is die van Mars;
- om Mars een tetraëder viervlak; de sfeer daaromheen is die van Jupiter;
- om Jupiter heen een kubus; de sfeer daaromheen is die van Saturnus;
- In de baan van de aarde komt een icosaëder (twintigvlak), de sfeer van Venus is daarin een “ingeschreven” sfeer;
- een octaëder (achtvlak) ligt ten slotte tussen de “sferen” van Venus en Mercurius.

De inval kreeg hij, zoals hijzelf noteert, op 19 juni 1595. Hij publiceert over zijn ontdekking zijn boek Mysterium cosmograficum dat in 1596 verschijnt in Tübingen met medewerking van zijn leermeester Mästlin, hoogleraar wiskunde aldaar.

## Uitgaven
- Mysterium Cosmographicum. Te verkrijgen onder: Johannes Kepler – Was die Welt im Innersten zusammenhält. Antworten aus Schriften von Johannes Kepler. (Mysterium cosmographicum, Tertius interveniens, Harmonice mundi) in deutscher Übersetzung mit einer Einleitung, Erläuterungen und Glossar herausgegeben von Fritz Krafft. MARIXVERLAG 2005)
- 1596: Mysterium cosmographicum. Uitgave: Mysterium cosmographicum. De stella nova. Hrsg. Max Caspar. C.H. Beck. München, 1993. ISBN 3-406-01639-1. Hypotheses over de bouw van de kosmos, Kepler verdedigt onder andere de theorieën van Copernicus.